# Tridactyle tricuspis
Tridactyle tricuspis là một loài thực vật có hoa trong họ Lan. Loài này được (Bolus) Schltr. miêu tả khoa học đầu tiên năm 1915.